# Leucetta sagittata
Leucetta sagittata är en svampdjursart som beskrevs av Ernst Haeckel 1872. Leucetta sagittata ingår i släktet Leucetta och familjen Leucettidae. Inga underarter finns listade i Catalogue of Life.